# Maximilian von Troschke (Landrat, 1864)
Maximilian Adolf Otto Albert Freiherr von Troschke (* 16. Januar 1864 in Fürstenflagge, Kreis Naugard; † 9. Januar 1942 in Berlin) war ein preußischer Landrat des Landkreises Trier.

## Leben
Er stammte aus der adligen Familie von Troschke und war ein Sohn des Rittergutsbesitzers Emil Eduard Oskar Ludwig von Troschke und dessen Ehefrau Ottilie, geb. von Ploetz. Nach dem Ende seiner gymnasialen Bildung studierte er in Lausanne und Berlin Rechts- und Finanzwissenschaften. Die Erste Juristische Prüfung legte er am 24. Juli 1885 ab, worauf er am 9. Oktober 1885 zum Gerichtsreferendar ernannt wurde. Nach der Vereidigung am 20. November 1885 setzte er seine Ausbildung im Bezirk des Kammergerichts fort. 1887/88 diente er als Einjährig-Freiwilliger im 2. Garde-Ulanen-Regiment. Im Anschluss wurde er ab dem 20. November 1888 als Regierungsreferendar bei der Regierung Liegnitz eingesetzt, nach der zweiten juristischen Prüfung ab dem 19. Dezember 1891 als Regierungsassessor. Vom 4. Januar bis Juni 1892 wurde er vertretungsweise mit der Verwaltung des Landratsamtes Merzig betraut, bevor er ab dem 2. September 1892 als Hilfsarbeiter beim Landratsamt Trier Einsatz fand. Im September 1893 übernahm er vertretungsweise die Verwaltung des Landratsamtes Trier und am 31. Juli 1894 wurde er definitiv zum Landrat des Landkreises Trier ernannt. Nach mehr als 26 Dienstjahren wurde der unverheiratet gebliebene von Troschke mit Erlass vom 21. Oktober 1920 zum 1. November 1920 in den Ruhestand versetzt.

## Mitgliedschaften
- 1897 bis 1920 Mitglied der Gesellschaft für nützliche Forschungen zu Trier, danach Ehrenmitglied.[2]